# Marchena (ostrov)
Marchena je ostrov, nacházející se v severní části souostroví Galapágy. Jeho plocha je 130 km2 a nejvyšší bod měří 343 m. Jméno ostrova pochází od španělského mnicha Antonia de Marchenu.
V podstatě celý ostrov je jeden sopečný útvar. Tak jako ostatní ostrovy Galapág, jedná se o štítovou sopku, ukončenou kalderou o rozměrech 6×7 km. Stěny kaldery jsou značně rozrušené četnými struskovými kužely, jakož i lávovými proudy a její dno také vyplňují lávové proudy. Jediná zaznamenaná erupce se odehrála v roce 1991.